# Minimalism

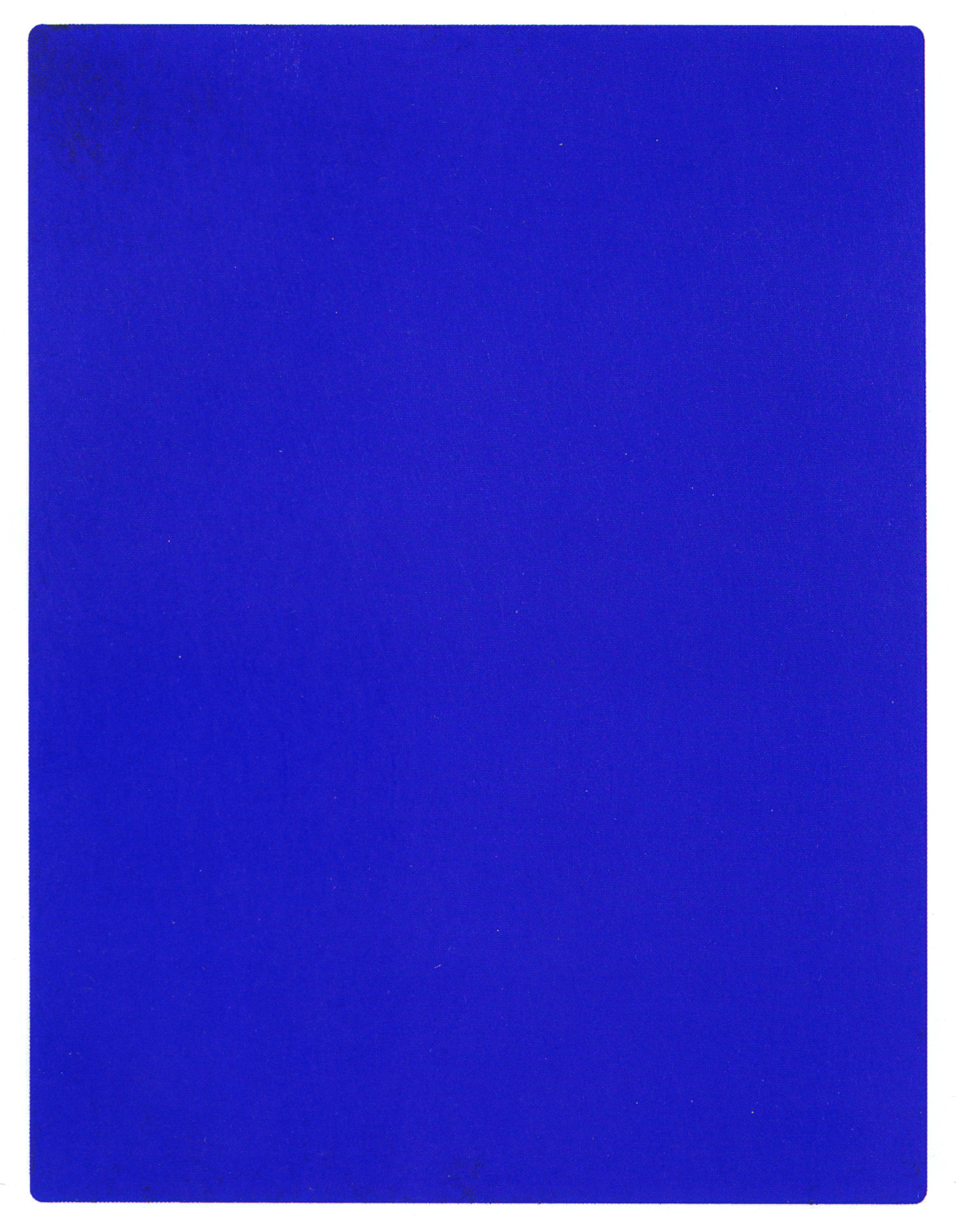
IKB 191
Yves Klein, 1962

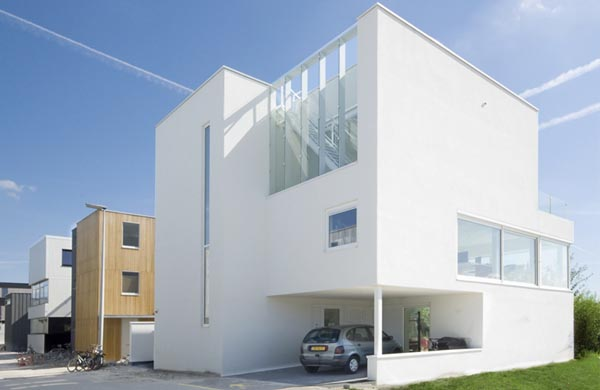
Minimalistisk villa i Amsterdam, 2008.

Minimalism är en konstriktning inom bland annat bildkonst, arkitektur och musik som avser producera konstverk som är befriade från konstnärens subjektiva uttryck och använder sig av så begränsade uttrycksmedel som möjligt. Tidiga synonyma begrepp, innan termen minimalism etablerats, var Primary Structures (efter utställningen med samma namn) eller ABC-konst. Termen minimalism används ibland bredare inom teater om pjäser av till exempel Samuel Beckett, film av till exempel Robert Bresson och litteratur om verk av till exempel Raymond Carver.
Typiska för minimalistisk skulptur är moduler, rymdobjekt, rutsystem och sammansatta konstruktioner, vilka försöker omdefiniera vår uppfattning om rummet, formen och skalan; begrepp som uttrycksfullhet och illusion går stick i stäv med de minimalistiska principerna. Ledande utövare, som även ofta har skrivit om minimalistisk konst, är Carl Andre, Dan Flavin, Donald Judd och Robert Morris. Man använder sig av en rationellt utvecklad matematisk metod för att komponera sina verk, vilka består av enkla arrangemang av identiska och utbytbara enheter, ofta modulära, eller geometriska system och upprepningar, vilka kan byggas på eller dras ut i all oändlighet.

## Urval bildkonstnärer
| - Carl Andre - Dan Flavin - Donald Judd - Sol LeWitt | - Robert Morris - Richard Serra - Frank Stella - Helmut Federle - Judy Chicago |

Konstnärer som ibland kallas minimalister:
| - Peter Halley - Faye HeavyShield - Eva Hesse - Ellsworth Kelly | - Agnes Martin - Barnett Newman - Ad Reinhardt - Robert Smithson - Keith Sonnier |

## Urval kompositörer
- Michael Nyman
- John Cage
- John Adams
- Philip Glass
- Steve Reich
- Terry Riley
- La Monte Young
- Morton Feldman
- Tom Johnson
- Alvin Lucier
- Arvo Pärt
- Richie Hawtin
- Rhys Chatham
- Matthew Cooper
- Anders Hillborg